# Klaus Hoffmann
Klaus Hoffmann (Berlim, 26 de março de 1951) é um cantor, ator e compositor alemão.

## Discografia

### LPs/CDs
- 1975: Klaus Hoffmann
- 1976: Was bleibt
- 1977: Ich will Gesang will Spiel und Tanz – Live
- 1978: Was fang ich an in dieser Stadt?
- 1979: Westend
- 1980: Ein Konzert
- 1982: Veränderungen
- 1983: Ciao Bella
- 1984: Konzert ’84* (PROMO EP)
- 1985: Morjen Berlin
- 1986: Wenn ich sing – Live
- 1987: Klaus Hoffmann
- 1989: Es muß aus Liebe sein
- 1990: Live 90
- 1991: Zeit zu leben
- 1993: Sänger
- 1994: Sänger Live
- 1995: Erzählungen
- 1996: Friedrichstadtpalast 20.00 Uhr
- 1997: Klaus Hoffmann singt Brel
- 1997: Brel – Die letzte Vorstellung – Live
- 1998: Hoffmann-Berlin
- 1998: Hoffmann-Berlin-Unplugged (Studio-Demos / edição limitada)
- 1999: Mein Weg – 12 Klassiker
- 2000: Melancholia
- 2001: Melancholia Live
- 2001: Afghana – Eine literarische Reise – Live
- 2002: Insellieder
- 2003: Da wird eine Insel sein – Live
- 2004: Der Mann, der fliegen wollte – Live
- 2005: Von dieser Welt
- 2006: Von dieser Welt Konzertmitschnitt
- 2006: Wenn uns nur Liebe bleibt – Klaus Hoffmann singt Jacques Brel – Live
- 2008: Spirit
- 2008: Klaus Hoffmann singt Jacques Brel - in Paris (edição limitada)
- 2009: Spirit - Live in Düsseldorf
- 2010: Das Süsse Leben
- 2011: Mit Freunden - Live
- 2012: Berliner Sonntag
- 2013: Als wenn es gar nichts wär - Live
- 2014: Sehnsucht
- 2015: Sehnsucht (Live in Berlin)
- 2016: Leise Zeichen
- 2017: Glaube Liebe Hoffmann - Live
- 2018: Aquamarin
- 2019: Aquamarin - Live
- 2020: Septemberherz

### Vídeos/DVDs
- 1994: Sänger (VHS)
- 1999: Hoffmann - Berlin (VHS), concerto em Hamburgo
- 2003: Insellieder (DVD), concerto em Mogúncia
- 2006: Von dieser Welt (DVD), concerto em Berlim